# Кар'єрні кластери
Кар'єрні кластери (англ. Career Clusters) — надають учням контекст для вивчення традиційних академічних дисциплін і набуття навичок, необхідних для кар'єри, а також забезпечують американські школи структурою для організації або реструктуризації навчальних програм і фокусування складу класів за спільною темою, наприклад, за інтересами.
У моделі Міністерства освіти США 17 кар'єрних кластерів пов'язані з 70+ більш конкретними кар'єрними шляхами, кожен з яких має власні вимоги до знань та навичок. У межах 70+ кар'єрних шляхів визначено 1800 кар'єрних спеціальностей. Структура розвивалася з часом і може відрізнятися в різних штатах. Структура кар'єрних кластерів Міністерства освіти США корисна для зв'язку студентів з навчальними курсами та професіями за допомогою карт розвитку кар'єри та дозволяє їм здобувати загальні, більш універсальні навички на рівні кластерів, а також більш специфічні навички та знання — на рівні кар'єрних шляхів та спеціальностей. Неприбутковий Інститут професійних досліджень адаптував оцінку інтересів і здібностей, Careerscope, щоб допомогти учням вибрати навчальну програму і професії, до яких вони мають інтерес і здібності — на рівні кластерів, шляхів і кар'єрних спеціальностей. Концепція, пов'язана з кар'єрними кластерами, «Мала навчальна спільнота» (англ. Small Learning Community) в першу чергу стосується реструктуризації середніх шкіл, у багатьох випадках з використанням структури кар'єрних кластерів.

## Передумови
Ініціатива «Кар'єрних кластерів» була започаткована у 1996 році в США як «Ініціатива з розбудови зв'язків» і стала результатом спільних зусиль Міністерства освіти США, Офісу професійної освіти та освіти дорослих англ. Office of Vocational and Adult Education (OVAE), Національного офісу «Школа — робота» англ. National School-to-Work Office (NSTWO) та Національної ради зі стандартів кваліфікацій англ. National Skill Standards Board (NSSB). Метою Ініціативи було налагодження зв'язків між державними освітніми установами, середніми та вищими навчальними закладами, роботодавцями, промисловими групами, іншими зацікавленими сторонами та федеральними агентствами. Мета полягала у створенні навчальних програм у широких кар'єрних кластерах, покликаних підготувати учнів до успішного переходу від середньої школи до вищої освіти та працевлаштування за фахом.
Створення навчальних моделей у контексті широких кар'єрних кластерів забезпечує узгодження академічних і технічних стратегій навчання з вимогами післядипломної освіти та очікуваннями роботодавців у все більш академічних і технологічно вибагливих професіях. Сфера професійної освіти історично відповідала на потреби національної економіки, готуючи людей до затребуваних професій.